# Swiss Arena
Die Swiss Arena (Eigenschreibweise: SWISS Arena), bis 2008 offiziell als Schluefweg bezeichnet, ist eine Freizeit- und Sportanlage in Kloten im Kanton Zürich in der Schweiz. Die Eissporthalle ist Teil der Anlage und die Heimspielstätte des Eishockeyclubs EHC Kloten aus der National League.

## Geschichte
Nach der Gründung 1934 trainierten und spielte der EHC Kloten auf dem lokalen Nägelimoos Weiher. Da das im Winter zugefrorene Gewässer öfters dazu neigte, aufzubrechen und deswegen manche Spiele abgesagt werden mussten, entstand 1952 südlich von Kloten, damals noch mitten im Wald, eine Eisbahnanlage mit Natureis. Der Eishockeyverein zog im selben Jahr dorthin. Damals hiess die Anlage noch Waldstadion.

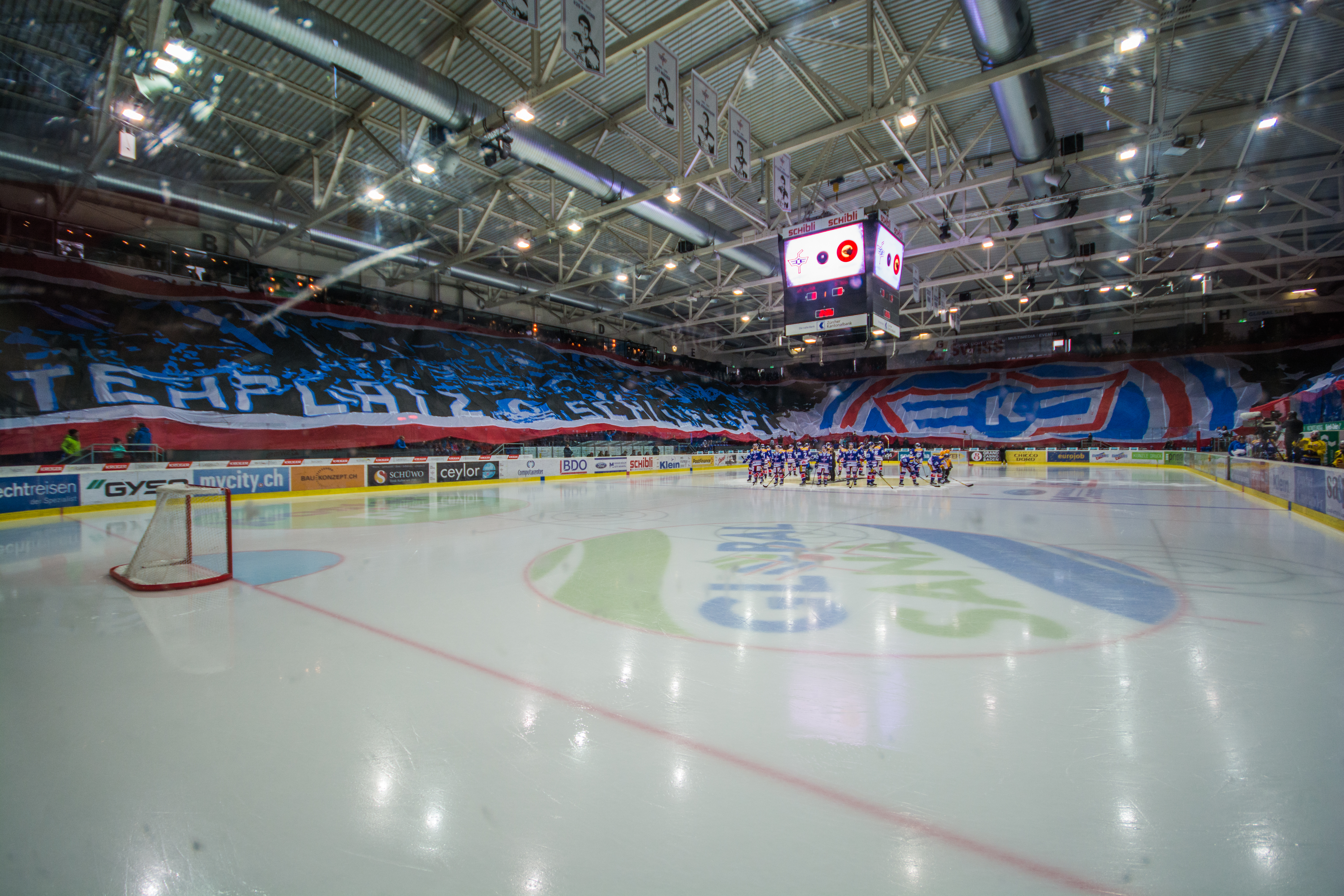
Choreo der Kurve des EHC Kloten, Stehplätz Schluefweg.

Im Jahr 1977 erneuerte und verstärkte man die alte Tribüne, die zudem überdacht wurde. 1982 folgten die Garderoben, ein Restaurant, sowie die Nordtribüne und eine Tiefgarage. Vor dem Stadion wurde eine zweite offene Eisfläche angelegt. 1997 erfolgte ein weiterer Umbau des Stadions. Die Tribüne wurde rings um das Eis vollständig geschlossen und das Dach durch eine Stahlkonstruktion ersetzt. Der Schluefweg gehörte zu diesem Zeitpunkt zu den modernsten Stadien der Schweiz. Das Stadion bietet 7’378 Zuschauern Platz, davon 2’300 Stehplätze und 5’078 Sitzplätze. Im Stadion werden auch Eishockey-Länderspiele ausgetragen.
Von 1997 bis 2004 wurden die Zurich Open (damals Swisscom Challenge) im Damentennis im Schluefweg durchgeführt.
Im August 2008 erwarb die Versicherungsgesellschaft Kolping Krankenkassen AG die Sponsoringrechte am Eishockeystadion des Sportkomplexes für sieben Jahre. Im selben Jahr wurde das Stadion wegen der Eishockey-WM in der Schweiz nochmals ein wenig verändert, so wurde beispielsweise ein Videowürfel eingebaut.
Zwischen 2015 und 2019 sowie von 2022 bis 2023 fand in der Arena das Unihockey-Superfinal statt, bei dem in einem Spiel der Schweizer Meister gekürt wurde.
Die Arena erhielt zur Saison 2015/16 einen neuen Namen. Die Fluggesellschaft Swiss International Air Lines erwarb im Februar 2015 die Sponsoringrechte für zunächst sechs Jahre. Zwischen dem Jahr 2015 und 2021 wurde das Eishockeystadion als Swiss Arena bezeichnet.
Ab der Saison 2021/22 trug die Halle den Namen Stimo Arena. Der Vertrag mit der Stimo Generalunternehmung AG lief bis in das Jahr 2024. Am 24. April 2024 wurde bekannt, dass die Halle per Mai 2024 wieder in Swiss Arena umbenannt wird, da ein erneuter Naming-Sponsor-Vertrag mit der Swiss bis 2029 unterzeichnet wurde.